# 八百半フードセンター
株式会社八百半フードセンター（やおはんフードセンター）は、栃木県を営業基盤とするスーパーマーケット「ヤオハン」を運営する企業である。本社は栃木県鹿沼市上田町2341。

## 概要
1960年（昭和35年）に栃木県栃木市で兄弟で創業した食品店の支店として1961年（昭和36年）に鹿沼市に弟が開業し、独立したのが始まりである。本拠地である鹿沼市と隣接する日光市の旧今市市域を中心に出店を行っている。2009年（平成21年）10月16日に宇都宮店を開店し、出店地域を少し広げたが、宇都宮店は2023年（令和5年）3月に閉店した。
店舗面積約150坪の小規模な古い店舗が多かったところに大手チェーンの出店攻勢が激しくなってきたことに対応して店舗面積約300坪へ店舗の大規模化を行い、低価格での野菜販売を武器に集客を図りながら惣菜や精肉・鮮魚などで収益を上げる形態への転換を目指した。
この営業方針に基いて、1998年（平成10年）11月の今市店の増床改装を皮切りに1999年（平成11年）には小規模店だったさつき店を閉鎖して近隣へ店舗面積約300坪の千渡店を開店する毎年1店ペースで店舗の改装や新規出店を進め、2006年（平成18年）12月2日に樅山店を開店したことで1店舗を残して全て店舗面積約300坪への切替を完了させた。
シジシージャパンに加盟しており、2005年（平成17年）9月に設立されたシジシージャパン北関東支社に所属している。
発達障がい者らの自立や就労を支援するNPO法人「クリエイティブ・コミュニケーション・ビレッジ」の障害者福祉サービス部門が鹿沼市花木センター敷地内の「こぐまのパンやさん」で障がい者らが製造した手作りパンの販売を北部店と樅山店で2010年（平成22年）11月25日から販売し、その活動を支援している。また、2005年（平成17年）12月にアメリカ合衆国産牛肉の輸入が再開された際には、業界団体の輸入牛肉プロジェクトの一員として現地調査に参加して加工会社の視察などを行い、栃木県内のスーパーでは最も早い2006年1月18日から販売を再開した。
同じ栃木県を地盤として栃木市に本社を置いていたヤオハン（2023年〔令和5年〕にリオン・ドールの子会社化）は同じCGCグループに加盟しているが法人としては関係がない。かつて静岡県を拠点としたヤオハンとも無関係である。

## 沿革
- 1882年（明治15年） - 四代前片柳半兵衛　栃木市に乾物、食料品店開設。
- 1953年（昭和28年）4月 - 初代社長片柳定夫栃木市本店より分れ浦和市に食料品、酒店開業。
- 1961年（昭和36年）4月 - 鹿沼市中田町にヤオハンスーパー第1号店（中央店[11]）開設。
- 1962年（昭和37年）6月 - 会社設立[11]、片柳定夫社長に就任。
- 1964年（昭和39年）2月 - 仲町支店開設。
- 1967年（昭和42年）11月 - 中央店開設。
- 1969年（昭和44年）11月 - 北部店開設。
- 1973年（昭和48年）12月 - 南店開設。
- 1976年（昭和51年）12月 - 晃望台通り東店開設。
- 1979年（昭和54年）5月 - 宇都宮市内に御幸店開設。
- 1981年（昭和56年）11月 - 今市店開設。
- 1982年（昭和57年）10月 - 西店開設。
- 1984年（昭和59年）9月 - 北部店敷地内に本社（3階建）社屋完成[11]。
- 1985年（昭和60年）10月 - さつき店開設。
- 1987年（昭和62年）1月 - 新南店開設、5年後生鮮センターに改造。
- 1988年（昭和63年）5月 - 石川店開設。
- 1990年（平成2年）5月 - イーグルゴルフパーク(ゴルフ練習場[11]）開設。
- 1991年（平成3年）5月 - マクドナルド鹿沼店貸店舗東店敷地内への開設。
- 1993年（平成5年）
  - 4月 - 食品加工センター新設[11]。
  - 5月 - みどりが丘店開設。
  - 10月 - 片柳伸一2代目社長に就任。
- 1998年（平成10年）4月 - 今市森友店開設。
- 1999年（平成11年）11月 - 鹿沼市内千渡店開設。
- 2001年（(平成13年）11月 - 粟野店開設。
- 2002年（平成14年）12月 - 東店移転新築　ニュー東店として開設　夜12時まで営業。
- 2004年（平成16年）12月 - 北部店建替え新築開設。
- 2005年（平成17年）12月 - 樅山店開設。
- 2009年（平成21年）10月 - 宇都宮店開設。
- 2013年（平成25年）10月 - 貝島店開設。
- 2014年（平成26年）8月 - 七里店開設。
- 2018年（平成30年）6月 - 新優本店の食品スーパー「シンユーストア」の営業権を譲り受け、ヤオハン壬生店として営業を再開[12]。

## 店舗

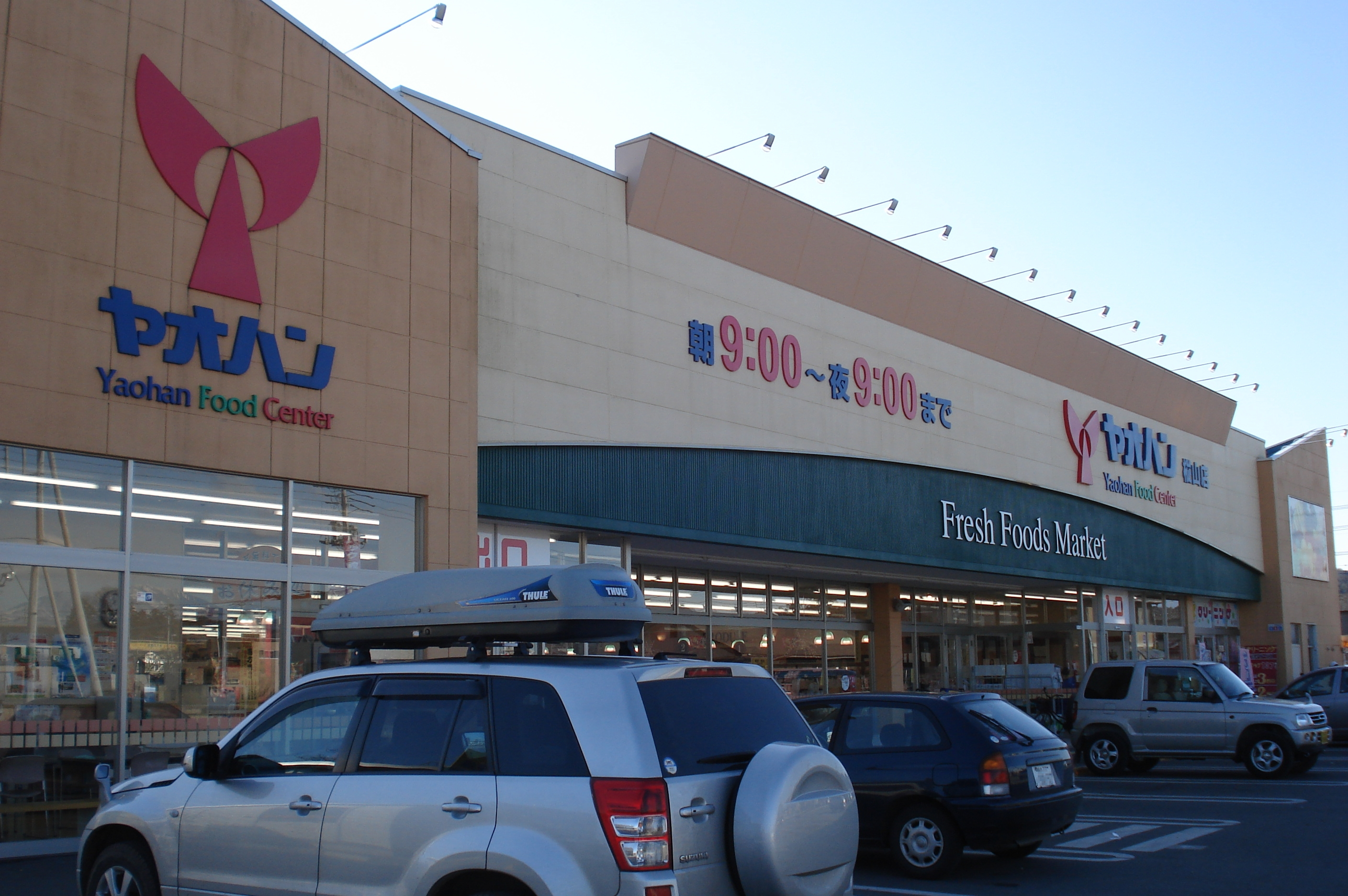
現行店舗の例（樅山店）

### 過去に存在した店舗
- さつき店 - 鹿沼市東町1-185[11]、1985年10月18日開店[11]、売場面積490㎡[11]。
- みどりが丘店 - 鹿沼市茂呂2302-1[11]、1993年4月24日開店[11]、売場面積724㎡[11]。
- 石川店 - 鹿沼市上石川1457-1、跡地には農家の店みのり鹿沼店が居抜きで開店
- 東店 - 鹿沼市貝島町573-1[11]、1976年12月2日開店[11]、売場面積1430㎡[11]。
- ニュー東店 - 鹿沼市貝島町579-1、2013年（平成25年）9月20日貝島店開店に伴い閉店
- 森友店 - 日光市森友1600-1、2013年（平成25年）9月20日閉店
- 千渡店 - 鹿沼市千渡1827-1、1999年（平成11年）開店[6]  - 2019年（平成31年）2月28日閉店し東町店へ新築移転、跡地にはマツモトキヨシが居抜き開店
- 宇都宮店 - 宇都宮市鶴田町603[5]、2009年（平成21年）10月16日開店[3]、2023年（令和5年）3月20日閉店[4][5]。跡地は、温泉・スポーツ複合施設「DiVE宇都宮鶴田店」になった[13]。
- 壬生店 - 下都賀郡壬生町本丸2丁目11-7、2018年（平成30年）6月14日開店[14]、2023年（令和5年）3月20日閉店[4][15]。シンユーストア（株式会社新優本店）から継承した店舗だった[16]。跡地はリオン・ドール傘下のヤオハン壬生店になった[17]。